# Leogang
Leogang è un comune austriaco di 3 249 abitanti nel distretto di Zell am See, nel Salisburghese, rilevante per le attività sportive sia estive (ha ospitato tra l'altro i Campionati del mondo di mountain bike 2012) sia invernali (stazione sciistica parte del comprensorio Skicircus Saalbach-Hinterglemm/Leogang/Fieberbrunn).